# Pontolis
Pontolis — викопний рід ластоногих ссавців родини моржевих (Odobenidae), що існував на сході Тихого океану наприкінці міоцену та у ранньому пліоцені (11,6—5,3 млн років тому). Викопні рештки знайдено в Орегоні і Каліфорнії.

## Опис
Довжина черепа становила 60 см. Він був на третину більше, ніж найбільший сучасний морж, сягав до 5 м завдовжки та важив 1—4 т. Ці величезні ластоногі мали простішу будову зубів, масивніший череп, досить великі ікла і більш увігнуте і витягнуте піднебіння, ніж моржі середнього міоцену.

## Види
- †Pontolis barroni Biewer, Velez-Juarbe & Parham, 2020
- †Pontolis kohnoi Biewer, Velez-Juarbe & Parham, 2020
- †Pontolis magnus (True 1905)